# Амазонски ламантин
Амазонският ламантин (Trichechus inunguis) е вид бозайник от семейство Ламантини (Trichechidae). Видът е световно застрашен, със статут Уязвим.

## Разпространение и местообитание
Разпространен е в Бразилия, Еквадор, Колумбия и Перу.